# Primula sapphirina
Primula sapphirina là một loài thực vật có hoa trong họ Anh thảo. Loài này được Hook. f. & Thomson miêu tả khoa học đầu tiên năm 1882.